# Dimítrios Goúnaris
Dimítrios Goúnaris (en griego: Δημήτριος Γούναρης) (Patras, 5 de enero de 1866-Atenas, 15 de noviembre de 1922) fue primer ministro de Grecia del 10 de marzo al 23 de agosto de 1915 y del 8 de abril de 1921 al 16 de mayo de 1922.
Era el adversario político de derechas de su contemporáneo Eleftherios Venizelos.

## Comienzos
En 1906 formó parte de los diputados de la oposición al gobierno de Georgios Theotokis a favor de las reformas conocido informalmente como «partido japonés», por las reformas de aquel país que habían llevado a su victoria sobre el Imperio ruso en la reciente guerra ruso-japonesa. En julio de 1908, sin embargo, aceptó el puerto de ministro de Economía en el gobierno de Theotokis; fracasó en su intento de aprobar las reformas desde el gobierno y la agrupación de la oposición se disolvió.
Conservador pese a su primer ímpetu por las reformas, se opuso al liberalismo de Eleftherios Venizelos, que consideraba revolucionario. Inteligente e íntegro, era uno de los pocos dirigentes políticos a los que este respetaba.

## Primer gabinete
A comienzos de 1915, Venizelos defendió la participación de Grecia, entonces neutral, en la expedición de la Triple Entente contra Galípoli para tratar de tomar los estrechos del mar Negro. Tras dudar, el rey Constantino rechazó la propuesta y Venizelos dimitió, dando paso al primer gobierno de Goúnaris en marzo. Goúnaris era el mejor orador de la historia del Parlamento griego, uno de los más brillantes diputados del momento y gozaba del respeto tanto de sus partidarios como de sus adversarios. El rey le encargó la formación de gobierno tras el rechazo de Aléxandros Zaimis —que exigió en vano el apoyo del dimitido Venizelos— y del octogenario Stéfanos Skouloúdis, que declinó la oferta alegando mala salud. Tomó posesión el 9 de marzo.
Mientras los Aliados se enfrentaban a la dura resistencia otomana, Goúnaris expresó su intención de mantener la neutralidad del país, negándose a sumarse a la ofensiva. Su gabinete estaba compuesto principalmente por germanófilos defensores de la neutralidad griega. Los seis meses que pasó al frente del Gobierno se limitó a aplicar la política decidida por el rey y su camarilla, pues carecía de un programa propio para resolver la creciente crisis política a la que se enfrentaba el país. Durante este periodo, se agravaron las diferencias políticas. Sus continuas negociaciones con la Entente estaban planeadas en realidad para fracasar.
En las elecciones de junio de 1915, sin embargo, fue ampliamente derrotado por Venizelos, que regresó al Gobierno en agosto tras la renuncia de Goúnaris. Este dimitió el 16 del mes, en cuanto su candidato a presidir el Parlamento fue derrotado en las votaciones. Venizelos tomó posesión del cargo abandonado por Goúnaris el 23 del mes.

## Intermedio
En octubre de 1915 los restos de la expedición aliada desembarcaron en Grecia, que permanecía neutral. Esto agudizó el enfrentamiento entre el monarca, proalemán, y Venizelos, partidario de la Entente. Ante la intención de Venizelos de acudir en ayuda del Serbia, el soberano exigió su renuncia y se formó un nuevo gobierno con Alexandros Zaimis al frente en el que participó Goúnaris. El gobierno fue efímero y rechazó la oferta aliada de Chipre a cambio de su entrada en la guerra.
En 20 de junio de 1917, tras la toma del poder por Venizelos con apoyo de los Aliados y el exilio del rey, Goúnaris fue arrestado junto con otra treintena de destacados monárquicos y exiliado. Escapó de su exilio vigilado en Córcega y pasó a Italia junto a Ioannis Metaxás.

## Segundo gabinete y muerte
Tras su regreso a Grecia a finales 1920 mantuvo la guerra contra Turquía, lo que le enfrentó a su antiguo aliado Metaxas. 108 Fue nombrado ministro de Defensa tras la gran derrota electoral del 14 de noviembre de 1920 que permitió el regreso de los exiliados monárquicos.
En 1921, con el empeoramiento de la crisis política por la campaña en Asia Menor, Goúnaris formó un nuevo gobierno.
Goúnaris fue condenado por traición y ejecutado el 28 de noviembre de 1922 (15 de noviembre según el calendario Juliano que se llevaba en Grecia en esa época),  con otros cuatro miembros del Gobierno y un general, debido a las serie de errores que llevaron a la llamada «catástrofe del Asia Menor» durante la guerra entre Grecia y Turquía, que culminara con la destrucción de Esmirna. En el siglo XXI, la sentencia fue recurrida por Michalis Protopapadakis, nieto de uno de los ejecutados, y el 20 de octubre de 2010 el tribunal supremo griego anuló la sentencia.